# Polynema spenceri
Polynema spenceri är en stekelart som beskrevs av Girault 1912. Polynema spenceri ingår i släktet Polynema och familjen dvärgsteklar. Inga underarter finns listade i Catalogue of Life.